# علی میرزا (پسر شاه تهماسب یکم)
علی میرزا، نهمین پسر شاه تهماسب یکم از زهرا باجی خانم گرجی‌تبار بود.
علی میرزا به فرمان شاه تهماسب به حکومت گنجه منصوب شد و لل‍هٔ او را یوسف خلیفه قاجار قرار داد. با به سطنت رسیدن شاه اسماعیل دوم و قتل شاهزادگان در سال ۱۵۷۷ میلادی شاه اسماعیل دوم فرمان قتل علی میرزا را نیز صادر کرد. ایل قاجار شاهزاده را به قزوین آوردند و با شفاعت چند تن از امیران، شاه به کور کردن وی اکتفا نمود و علی میرزا در سن ۱۴ سالگی نابینا شد. پس از به سلطنت رسیدن شاه عباس، علی میرزا در ۱۵ محرم ۹۹۶ (۱۵۸۷ میلادی) همراه با پدر مخلوع شاه عباس و برادرانش از قزوین به قلعه الموت فرستاده شد. علی میرزا در سال ۱۰۲۲ قمری(۱۶۱۳ میلادی) در اصفهان با کابلی بیگم بیوه میرزا شاهرخ والی بدخشان و دختر میرزا محمد حکیم شاهزاده گورکانی که به ایران آمده بود ازدواج کرد.